# Henry Sass

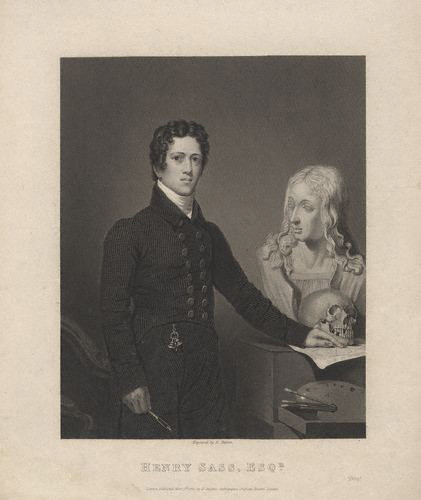
Henry Sass, 1822

Henry Sass (* 24. April 1788 in London; † 1844 ebenda) war ein englischer Maler und Lehrer. Er gründete eine renommierte Kunstschule in London, die von vielen bekannten britischen Malern des 19. Jahrhunderts besucht wurde.

## Leben und Wirken
Henry Sass kaum aus einer Künstlerfamilie, die ursprünglich aus Lettland nach England gekommen war. Sein älterer Halbbruder Richard Sass war auch Maler. Henry Sass studierte an der Royal Academy, wo er auch von 1808 bis 1838 ausstellte. Er begann als Historienmaler, aber wandte sich dann der Porträtmalerei zu. 1815 heiratete er Mary Robinson, mit der er im Laufe der Jahre neun Kinder bekam. Im selben Jahr unternahm er eine zweijährige Reise nach Italien.
Da es Henry Sass nicht glückte, von seiner Malerei zu leben, beschloss er, eine Zeichenschule für angehende Künstler, die sich auf die Royal Academy vorbereiten wollten, zu eröffnen. Es war die erste Zeichenschule ihrer Art in London. Unter seinen Schülern waren später so bekannte Künstler wie Charles West Cope, William Frith, William Edward Frost und John Everett Millais. Die Zeichenschule von Henry Sass wurde auch vom Präsidenten der Royal Academy Thomas Lawrence unterstützt.
1842 überließ er die Leitung der Schule an Stephen Carry aufgrund gesundheitlicher Probleme. 1844 starb Henry Sass.